# Бенкрофт (Південна Дакота)
Бенкрофт (англ. Bancroft) — місто (англ. town) в США, в окрузі Кінґсбері штату Південна Дакота. Населення — 13 осіб (2020).

## Географія
Бенкрофт розташований за координатами 44°29′22″ пн. ш. 97°45′2″ зх. д. / 44.48944° пн. ш. 97.75056° зх. д. (44.489368, -97.750501).  За даними Бюро перепису населення США в 2010 році місто мало площу 0,60 км², уся площа — суходіл.

## Демографія
Згідно з переписом 2010 року, у місті мешкало 19 осіб у 10 домогосподарствах у складі 6 родин. Густота населення становила 32 особи/км².  Було 13 помешкання (22/км²).
Расовий склад населення:
| - 94,7 % — білих |

До двох чи більше рас належало 5,3 %. Частка іспаномовних становила 0,0 % від усіх жителів.
За віковим діапазоном населення розподілялося таким чином: 15,8 % — особи молодші 18 років, 52,6 % — особи у віці 18—64 років, 31,6 % — особи у віці 65 років та старші. Медіана віку мешканця становила 54,3 року. На 100 осіб жіночої статі у місті припадало 72,7 чоловіків;  на 100 жінок у віці від 18 років та старших — 77,8 чоловіків також старших 18 років.
Середній дохід на одне домашнє господарство  становив 36 485 доларів США (медіана — 35 750), а середній дохід на одну сім'ю — 65 467 доларів (медіана — 68 750). Медіана доходів становила 48 750 доларів для чоловіків та 35 750 доларів для жінок. 
Цивільне працевлаштоване населення становило 10 осіб. Основні галузі зайнятості: освіта, охорона здоров'я та соціальна допомога — 50,0 %, будівництво — 30,0 %, науковці, спеціалісти, менеджери — 10,0 %, інформація — 10,0 %.